# Marcia turca (Beethoven)
La Marcia turca o Marcia alla turca è una composizione musicale di Ludwig van Beethoven. Venne composta nel 1809 per le Sei variazioni, Op. 76, nello stile "alla turca", allora in voga. In seguito, nel 1811, Beethoven incluse la Marcia turca nelle musiche di scena per un'opera teatrale di August von Kotzebue intitolata Le rovine di Atene (Op. 113), che debuttò a Pest (oggi parte di Budapest), nel 1812.

## Musica
La composizione è una marcia in si bemolle maggiore, il cui tempo è vivace e di 2/4. Il suo schema dinamico allude fortemente a una processione che passa sulla scena, in quanto inizia con un pianissimo, poi cresce poco a poco in un climax fortissimo e infine ritorna al pianissimo nella conclusione (la coda).

## Nella cultura di massa
Franz Liszt compose una versione del brano per pianoforte e orchestra nella sua Fantasia sui temi delle Rovine di Atene di Beethoven del 1852 (S. 122). Egli aveva inoltre incluso una trascrizione del brano con variazioni nel suo Capriccio alla turca su dei motivi di Beethoven del 1846 (S. 388). I compositori russi Anton Rubinštejn e Sergej Rachmaninov realizzarono delle trascrizioni per pianoforte del brano.
Una versione elettronica nota come The Elephant Never Forgets, tratta dall'album Moog Indigo (1970) del pioniere della musica elettronica Jean-Jacques Perrey, fu usata come tema per la serie messicana Cecco della botte. Il 16 novembre 2009, Perrey e Kingley intentarono una causa contro varie compagnie per aver usato le loro melodie senza il loro permesso, ma tra questi non era presente (almeno non direttamente) Chespirito, il creatore del programma messicano. Nel 2010, Perrey e gli imputati raggiunsero un accordo secondo il quale questi ultimi dovevano pagare per usare le melodie The Elephant Never Forgets, Baroque Hoedown e Country Rock Polka. Anche per questo motivo Perrey e Kingley vengono accreditati maggiormente in ogni materiale promozionale di Cecco della botte.